# Leucauge stictopyga
Leucauge stictopyga är en spindelart som först beskrevs av Tord Tamerlan Teodor Thorell 1890.  Leucauge stictopyga ingår i släktet Leucauge och familjen käkspindlar. Inga underarter finns listade i Catalogue of Life.